# Genovai tengeri csata
A genovai tengeri csata 1795. március 14-én zajlott le a város  kikötője és Északnyugat-Itália között, a Noli-foknál (Cap Noli) a Pierre Martin ellentengernagy vezette francia hajóhad és a William Hotham altengernagy irányítása alatt álló brit és nápolyi flotta között. A csata a britek győzelmét hozta, Nelson is kitűnt bátorságával. A Ça Ira és Censeur francia hajók az angolok kezére kerültek, az Illustrious brit hajó súlyosan megsérült és megsemmisítették a csata után.

## Előzmények
Március 8-án Hotham admirálist megtudta, hogy a francia flotta Korzika inváziójára készül 5000 fős sereggel. Azonnal fel akarta tartóztatni a tengeren a francia hajókat. Kapitányok között volt Horatio Nelson is, aki türelmetlenül várta első tengeri bevetését.
A franciák vonakodtak a támadás megindításától és a két flotta egymást kereste, míg a britek március 12-én látótávolságba nem értek. De a következő napon két francia hajó összeütközött, a 84 ágyús Ça Ira megsérült és lemaradt a többi francia hajótól. Thomas Fremantle kapitány, a 36 ágyús Inconstant-tal  megragadta a lehetőséget és tüzet nyitott. A Ça Ira viszonozta a tüzet, hamar megmutatkozott hatalmas fölénye a tűzerő tekintetében, így a  Fremantle visszavonulásra kényszerült. Ekkor Nelson az Agamemnon fedélzetéről támadást indított. Nelson hajója kisebb és könnyebb fegyverekkel bírt és mintegy 344 katonája volt, a Ça Ira a közel 1060 matrózával és katonájával szemben.  Két másik francia hajó, a Sans-Culotte és a Jean Bart közeledett. Nelson ennek ellenére sem tágított, oldalt cserélt a Ça Ira körül két és fél órán keresztül, ekkor azonban a két nagy francia hajó megérkezett, így kénytelen volt  irányt változtatni, és mielőtt azok súlyos és jelentős károkat okozhattak volna neki. A két flotta továbbra is követte egymást, mielőtt végül ismét megütköztek március 14-én.

## A csata
Nelson csatlakozott a többi brit hajóhoz a támadáshoz. A korábbi zsákmányát, a Ça Irát  ekkor a Censeur vontatta. A két francia hajó súlyos károkat szenvedett,  végül kénytelen voltak megadniuk magukat,  Nelson vette birtokba a Censeurt.
A francia flotta felhagyott a tervével, hogy elfoglalják Korzikát és visszatért a kikötőbe.

## Csatarend

### A francia flotta
Főparancsnok: Pierre Martin ellentengernagy

Ça Ira (80 ágyú), Victoire (80 ágyú), Mercure (74 ágyú), Censeur (74 ágyú), Vestale (36 ágyú), Sans Culotte (120 ágyú), Duquesne  (74 ágyú), Tonnant  (74 ágyú), plusz még más nem meghatározható sorhajók.

### A brit–nápolyi flotta
Előőrs

Captain, 74 ágyú, Samuel Reeve kapitány

Bedford, 74 ágyú, Davidge Gould kapitány

Tancredi (nápolyi), 74 ágyú, Chev. Caraccoli kapitány

Princess Royal, 98 ágyú, Samuel Goodall altengernagy, John Purvis kapitány

Agamemnon, 64 ágyú, Horatio Nelson kapitány

Minerva (Nápolyi), 32 ágyú

Pilade (Neapolitan)

Lowestoffe, 32 ágyú, Benjamin Hallowell kapitány

Poulette, 26 ágyú, Ralph Willett Miller parancsnok

Tarleton, 14 ágyú, Charles Brisbane kapitány
Közép

Illustrious, 74 ágyú, Thomas Frederick kapitány

Courageux, 74 ágyú, Augustus Montgomery kapitány

Britannia, 100 ágyú, William Hotham altengernagy, John Holloway kapitány

Egmont, 74 ágyú, John Sutton kapitány

Windsor Castle, 98 ágyú, Robert Linzee ellentengernagy, John Gore kapitány

Inconstant, 36 ágyú, Thomas Fremantle kapitány

Meleager, 32 ágyú, George Cockburn kapitány
Utóvéd

Diadem, 64 ágyú, Charles Tyler kapitány

St George, 98 ágyú, Hyde Parker altengernagy, Thomas Foley kapitány

Terrible, 74 ágyú, George Campbell kapitány

Fortitude, 74 ágyú, William Young kapitány

Romulus, 36 ágyú, George Johnstone Hope kapitány

Moselle, 18 ágyú, Charles Pater kapitány

Fox, kutter, John Gibson hadnagy

## Fordítás
- Ez a szócikk részben vagy egészben  a   Naval Battle of Genoa (1795) című angol Wikipédia-szócikk fordításán alapul.  Az eredeti cikk szerkesztőit annak laptörténete sorolja fel. Ez a jelzés csupán a megfogalmazás eredetét és a szerzői jogokat jelzi, nem szolgál a cikkben szereplő információk forrásmegjelöléseként.